# 今村惟善

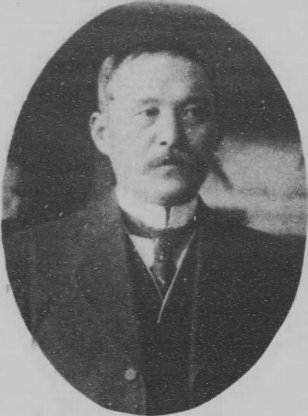
今村惟善

今村 惟善（いまむら いぜん、1877年（明治10年）11月9日 - 1925年（大正14年）4月25日）は、日本の内務官僚。

## 経歴
山形県米沢市福田町にて今村知義の三男として生まれる。今村家は米沢藩の御扶持方(中士階級)の家柄である。同姓の今村信次郎は縁戚にあたる。1903年（明治36年）、日本大学本科卒業。1904年（明治37年）、大蔵属となり、1907年（明治40年）に高等文官試験に合格した。1908年（明治41年）、北海道庁警視となり、札幌警察署長、大分県事務官、同警察部長、山梨県警察部長、長崎県警察部長、栃木県内務部長を歴任した。
1921年（大正10年）に退官した後は、京都市助役を務めた。

## 著書
- 『個性鑑別法の研究 如何にせは人の性格を察知し得るか』（清水書店、1915年）
- 『欧米市政行脚』（都市研究会、1926年）